# Bruce Mouat
Bruce Mouat (* 27. August 1994 in Edinburgh) ist ein schottischer Curler. Derzeit spielt er auf der Position des Skip.

## Karriere
Mouat begann seine internationale Karriere bei der Mixed-Doubles-Weltmeisterschaft 2013, bei der er zusammen mit Gina Aitken auf den siebten Platz kam. Im darauffolgenden Jahr belegten die beiden den neunten Platz. 
2015 spielte er als Skip der schottischen Juniorennationalmannschaft bei der Juniorenweltmeisterschaft und gewann die Bronzemedaille. Bei der Juniorenweltmeisterschaft 2016 führte er die schottische Mannschaft wieder als Skip und gewann nach einem Finalsieg gegen die USA die Goldmedaille. Im gleichen Jahr belegte er – wieder zusammen mit Gina Aitken – bei der Mixed-Doubles-Weltmeisterschaft den vierten Platz. 2017 folgte ein elfter Platz.
2017 gewann er als Skip des schottischen Teams bei der Winter-Universiade die Goldmedaille. Nach dem Sieg bei der schottischen Curling-Meisterschaft 2018 besiegte er mit seinem Team beim schottischen Weltmeisterschafts-Playoff die Mannschaft von Kyle Smith in zwei von drei Spielen und qualifizierte sich damit für die Weltmeisterschaft 2018 in Las Vegas. Dort belegte seine Mannschaft (Third: Grant Hardie, Second: Bobby Lammie, Lead: Hammy McMillan junior) nach elf Siegen und einer Niederlage nach der Round Robin den zweiten Platz. Im Halbfinale trafen die Schotten auf das kanadische Team um Brad Gushue, dem sie sich mit 5:9 geschlagen geben mussten. Im Spiel um Platz drei besiegten sie Südkorea mit Skip Kim Chang-min und gewannen die Bronzemedaille. 
Aufgrund seiner Leistungen wurde Mouat mit seinen Teamkollegen vom schottischen Verband für die Europameisterschaft 2018 in Tallinn nominiert. Er kam nach einem zweiten Platz in der Round Robin in die Playoffs und schlug im Halbfinale die italienische Mannschaft um Joël Retornaz. Im Finale traf er auf Titelverteidiger Schweden mit Skip Niklas Edin. Mit seiner Mannschaft konnte er das Spiel mit 9:5 gewinnen.
Mouat spielt mit seiner Mannschaft auf der World Curling Tour. 2017 gewann er neben dem Stu Sells Oakville Tankard und dem Biosteel Oakville Fall Classic mit dem Boost National auch sein erstes Grand-Slam-Turnier. Er war dabei mit 23 Jahren der jüngste Skip, der ein Grand-Slam-Turnier gewonnen hat. Zugleich war es der erste Sieg einer schottischen Männer-Teams bei dieser hochdotierten Turnierserie.
Bei den Olympischen Winterspielen 2022 in Peking trat Mouat mit seinem Team für Großbritannien an. Nachdem sie die Round Robin überstanden, trafen sie im Halbfinale auf die USA. Dieses Spiel gewannen sie mit 8:4, verloren jedoch das Finale mit 4:5 gegen das schwedische Team um Skip Niklas Edin und gewannen die Silbermedaille.

## Privatleben
Mouat hat an der Edinburgh Napier University International Festival and Event Management with Entrepreneurship studiert und 2018 den Bachelor-Abschluss erworben.